# Archibald Murray
General Sir Archibald James Murray, GCB, GCMG, CVO, DSO (født 23. april 1860, død 21. januar 1945) var en britisk officer som gjorde tjeneste i Boerkrigen og 1. Verdenskrig. Han var stabschef for BEF i august 1914; men lader til at have lidt et fysisk sammenbrud under tilbagetoget fra Mons, og blev tvunget til at træde tilbage fra denne post i januar 1915. Efter at have gjort tjeneste som vicestabschef vicestabschef for imperiegeneralstaben i det meste af 1915, var han en kort overgang chef for imperiegeneralstaben fra september til december 1915. Han var derefter chef for ekspeditionsstyrken i Egypten fra januar 1916 til juni 1917, i hvilket kapacitet han lagde planer for den endelige sejr over osmannerne i Palæstina.

## Karriere i hæren
Født som søn af Charles Murray og Anne Murray (født Graves) og uddannet på Cheltenham College og Royal Military Academy Sandhurst fik Archibald Murray sin officersbestalling i 27th Regiment den 13. august 1879. Han blev udnævnt til adjudant i sit regiment den 12. februar 1886. Efter at være blevet forfremmet til kaptajn den 1. juli 1887 og have deltaget i undertrykkelsen af zulu opstanden i 1888, blev han adjudant for 4. bataljon i Bedfordshire Regimentet den 15. december 1890. Han gik på Staff College, Camberley i 1897.
Efter at være blevet forfremmet til major den 1. juni 1898, deltog Murray i Boerkrigen viceassisterende generaladjudant for efterretningsvæsen i Natal fra 9. oktober 1899 og derpå som stabschef for den derværende øverstkommanderende. Han deltog i tilbagetoget fra Dundee og derpå i belejringen af Ladysmith i slutningen af 1899 og blev øverste stabsofficer for Sir Archibald Hunter, der havde kommandoen over 10. division i begyndelsen af 1900. Han blev udpeget til assisterende generaladjudant den 6. marts 1900, forfremmet til oberstløjtnant den 29. oktober 1900 og fik tildelt DSO den 29. november 1900. Han blev igen nævnt i depeche i februar 1901.
Murray blev udnævnt til chef for 2. bataljon af Royal Inniskilling Fusiliers, der var udstationeret i Indien, i oktober 1901, men overtog aldrig stillingen. Han blev indsat i det nordlige Transvaal i februar 1902 hvor han blev alvorligt såret i april 1902 og igen nævnt i depeche i juli 1902. Efter krigens slutning i Sydafrika vendte han tilbage til England i juni 1902, og blev assisterende generaladjudant i hovedkvarteret for 1. infanteridivision i Aldershot den 3. november 1902. Efter forfremmelse til oberst den 29. oktober 1903, blev han tildelt CB ved kongens fødselsdag i 1904 og CVO den 12. juni 1907.
Murray blev direktør for militær uddannelse i krigsministeriet den 9. november 1907 og efter at være blevet forfremmet til generalmajor den 13. juli 1910, blev han eleveret KCB i forbindelse med kroningen i juni 1911. Han tog også del i processionen ved kroningen af Kong Georg 5. den 22. juni 1911. Murray blev direktør for infanteri den 9. december 1912. På generalstabskonferencen i januar 1914 afviste han forslag om at indføre det han anså for at være en stereotyp fransk skyd-og-bevægelsesdoktrin. Han havde i kort tid kommandoen over 2. infanteridivision fra 1. februar 1914.

## Stabschef for BEF

### Udnævnelse
Da 1. Verdenskrig begyndte i juli 1914 var Murray ikke blevet udpeget til generalkvartermester for British Expeditionary Force som det oprindelig havde været meningen. I stedet blev han stabschef. Murray havde allerede opnået et stort ry som stabsofficer i Sydafrika og under John French i krigsministeriet. Det hævdes til tider, at Murray først og fremmest fik posten fordi Frenchs oprindelige kandidat til posten, Henry Hughes Wilson, blev afvist på grund af hans rolle i Curragh mytteriet. Selv om denne påstand blev fremsat efter krigen af James Edward Edmonds, skriver Walter Kirke (i sin erindringsbog om George Macdonogh) og Murray, at der ingen samtidige beviser er, selv i Wilsons dagbog, som kan bekræfte det (i modsætning til januar 1915, hvor Wilson med sikkerhed blev forhindret i at efterfølge Murray af politiske årsager).
Wilson, Sir John French (den øverstkommanderende for BEF og Murray rejste til Frankrig den 14. august 1914. Kodebøgerne var blevet glemt i London, og løjtnant Edward Spears måtte tage tilbage til London efter nogle nye. Han vendte tilbage og fandt Murray i Rheims i færd med at “afdække” situationen på nogle store landkort på gulvet i hans hotelværelse. Han lå på alle fire og var kun klædt i underbukser, mens stuepiger kom og gik.

### Tilbagetoget fra Mons
Under tilbagetoget i august 1914 klarede BEF staben, som ikke havde indøvet deres roller, sig dårligt. French var en dynamisk leder, men ikke en manager. Robertson og Walter Kirke bemærkede, at Murray ikke kendte meget til de planer, som Wilson havde lagt med French, og måtte arbejde med en stab som næsten udelukkende bestod af folk fra direktoratet for militære operationer, som var vant til at arbejde med Wilson. I staben var bl.a. oberst George Montague Harper, GSO1.
Murray tilkaldte korpsenes stabschefer omkring kl. 1 om natten den 24. august (natten efter slaget ved Mons), og beordrede tilbagetrækning, men gav dem ingen detaljerede planer, så de selv måtte udarbejde detaljerne. French indvilligede i Douglas Haigs anmodning om at 1. korps skulle trække sig tilbage øst for Mormalskoven (Haig Diary, 24. august) uden, tilsyneladende, at Horace Smith-Dorrien (chefen for 2. korps) blev spurgt eller informeret. (Dårligt stabsarbejde forekom ikke kun i overkommandøren, hverken 1. eller 2. korps stabe havde undersøgt om Mormalskoven var besat af fjenden.) Den 24. august nægtede Harper at gøre noget som helst for Murray, så Lord Loch måtte skrive meddelelser, selv om det ikke var hans job. Loch skrev denne dag i sin dagbog, at Murray af natur var gnaven og vanskelig at arbejde sammen med. Murray og hans stab arbejdede uden ophør i den intense varme i Bavai, og skrev (24. august), at han havde tilbragt 24 timer uden at være ude af tøjet eller sove. Smith-Dorrien besøgte hovedkvarteret for at få detaljerede ordrer om aftenen den 24. august og måtte presse Murray til at udstede ordrer til 2. korps om at trække sig tilbage til Le Cateau.
Murray skrev i sin dagbog (25. august), at hovedkvarteret var flyttet fra Le Cateau til St Quentin og at 1. korps var stærkt involveret i kampe om natten, men nævnte ikke noget om hvad 2. korps foretog sig. Da 4. infanteridivision ankom (25. august) havde Thomas Snow ordre til at hjælpe med at forberede en forsvarsstilling omkring Cambrai-Le Cateau, da hovedkvarteret ikke havde nogen anelse om hvor alvorlig en situation 2. korps befandt sig i. Det endte med at 4. division deltog i slaget ved Le Cateau. Nyheden om at Smith-Dorrien planlagde at stå fast og kæmpe ved Le Cateau nåede frem til hovedkvarteret kl. 5 om morgenen den 26. august – French blev vækket, men insisterede på at Murray ikke blev vækket og sendte Smith-Dorrien en tvetydig meddelelse om at han havde “en fri hånd med hensyn til metoden” hvormed han faldt tilbage, hvilket Smith-Dorrien tog som en tilladelse til at kæmpe.
Murray lader til at have lidt en eller anden slags fysisk kollaps omkring dette tidspunkt, om end detaljerne varierer i øjenvidnernes beretninger. Henry Hughes Wilson skrev at Murray var fuldstændig brudt sammen, havde fået morfin eller anden medicin, som gjorde ham ude af stand til at arbejde, og da han fik besked (kl. 7 om morgenen den 26. august) on Smith-Dorriens beslutning om at stå fast og kæmpe, besvimede han straks. Spears' erindring (i 1930) var at Murray var kollapset med en svag puls, men at han ikke besvimede, da han tidligere på natten havde fået at vide, at tyskerne var faldet over 1. korps ved Landrecies (nyheden viste sig senere at være overdrevet). Spears skrev, at Murray var for syg til at deltage i mødet mellem Sir John French og Joffre og Lanrezac den 26. august, selv om Terraine skriver at han deltog i mødet. General Macready skrev senere, at Murray besvimede ved sit skrivebord mens han arbejdede ved Noyon (hvor hovedkvarteret befandt sig den 27. august).
Wilson vendte tilbage til hovedkvarteret den 29. august efter et besøg hos Joffre hvor han, hævdede han, oplevede en perfekt nedtur, hvor Murray var den mest frygtsomme.

### Efteråret 1914
Den 4. september havde Murray et vigtigt møde med Joseph Gallieni (militærguvernør i Paris) og Michel Maunoury (øverstkommanderende for 6. franske armé) for at diskutere den planlagte allierede modoffensiv, som skulle blive til Slaget ved Marne. Murray havde ingen anelse om hvornår Sir John French, som var på besøg hos 1. korps, ville komme tilbage og var uvillig til at træffe beslutninger i hans fravær. Efter et tre timer langt møde blev en foreløbig aftale udformet. Franskmændene forløb mødet med det indtryk, at briterne ikke ville samarbejde og at Murray havde “une grande repugnance” overfor dem; men han videregav rent faktisk planerne til Sir John French. Mens dette foregik forhandlede Wilson separate planer med Franchet d’Esperey (5. franske armé på briternes højre fløj).
Wilson noterede i sin dagbog den 6. september, den dag hvor BEF begyndte at rykke frem som led i slaget om Marne, at French og Murray “var ude at køre og fjollede rundt hele dagen”. Han måtte gribe ind for at forhindre French i at afskedige Harper (Wilson dagbog 7. september); men en uge senere skrev han (Wilson dagbog 14. september), at Murray og Harper skændtes hele tiden. En måned senere talte Murray stadig om “mine folk” og “(Wilson’)s folk” hvilket Wilson syntes vart “ret sørgeligt” og “beklageligt” (Clive dagbog 18. september). Wilson mente at French og Murray “til sammen var ganske ude af stand til at vurdere en stilling eller handle konstant i 24 timer” (Wilson dagbog 28. september).
Murray beklagede sig Victor Huguet (en fransk forbindelsesofficer til briterne) over Wilson (6. oktober), men fortalte også Wilson at French blev stadig “mere urimelig” og spurgte Wilson om han (Murray) skulle træde tilbage. Wilson fortalte Billy Lambton, Frenchs sekretær, om begge disse hændelser. Murray beklagede sig også den 4.-5. november og truede med at træde tilbage da Wilson ændrede i en af hans ordrer uden at orientere ham. Murray skrev senere (i 1930) "Hvorfor blev jeg med (denne) krigsministerielle klike, når jeg vidste at jeg var uønsket? Jeg ønskede at John French skulle klare den. Jeg havde været i så mange år ved ham, og vidste bedre end nogen hvordan hans helbred, sind og temperament gjorde ham uegnet (efter min mening) i den krise vi måtte se i øjnene. ..... de højtstående medlemmer (af hovedkvarterets stab) ignorerede mig fuldstændig, så vidt muligt, forpurrede mine tiltag og endda ændrede i mine instrukser." Han hævdede også at Wilsons illoyalitet havde efterladt ham med den umulige opgave alene at styre Sir John. Rawlinson skrev i sin dagbog, at Murray blev “en kodemeddelelse i hovedkvarteret” (28. november 1914), hans underordnede kunne ikke lide ham (4. december) og at Sir John French ofte ignorerede hans stab “mest fordi Murray ikke kan lede dem og få noget ordentligt arbejde ud af dem” (6. december 1914). Edmonds hævdede senere, at Murray nogle gange forfalskede tidpunktet for udstedelsen af ordrer, men han blev afsløret af det tidsstempel, som den vagthavende sekretær påførte dem.

### Fjernelse
I slutningen af november og igen i midten af december fortalte French Wilson, at han tænkte på at flytte Murrey over til at lede et armékorps. Asquith og Kitchener forbød (20. december) French at udskifte Murray med Wilson. Wilson hævdede at have hørt Joffre, under et besøg i det britiske hovedkvarter (27. december), klage over, at det var "en skam" at Murrey ikke var blevet fjernet.
Murray blev sendt på sygeorlov i en måned (24. januar 1915) og French forlangte hans afsked (25. januar 1915), selv om Murray insisterede på, at han kun havde behov for at tage fri i nogle dage. Wilson blev af mange mistænkt for at have konspireret for at få Murray fjernet i håbet om at kunne efterfølge ham, men posten gik til Robertson. Selv om ondt i halsen forhindrede ham i at tage afsked med Murray, skrev French til ham (29. januar) at han håbede at se ham tilbage som leder af en armé inden længe. Haig skrev (dagbog 26. januar) at “Murray var en venlig fyr, men ikke en praktisk mand i felten”.
En stabsoffer, brigadegeneral Philip Howell, skrev til sin kone (27. februar 1915) at Murray havde været “inkompetent, krakilsk, frygtsom og ganske ubrugelig”. Den officielle historiker Edmonds beskrev ham senere som “helt anonym”. Richard Holmes beskrev ham som "en intelligent, kultiveret mand" som endnu ikke var blevet rask efter at været blevet såret i maven i Sydafrika.

## Chef for imperiegeneralstaben
Murrey blev udnævnt til vice chef for imperiegeneralstaben den 10. februar 1915 og fik tildelt KCMG den 18. februar 1915. Som vise CIGS ´havde Murray ansvar for uddannelse af tropperne og organisering af nye hære, et job som krævede megen rejseaktivitet.
Murray blev chef for imperiegeneralstaben (CIGS) den 26. september 1915. Han blev forfremmet til permanent generalløjtnant den 28. oktober 1915. Efter krigen skrev han til Ian Hamilton og kritiserede Kitchener i karske vendinger: “Han fortalte sjældent helt sandt og hele sandheden” og at det var først da han tog på inspektion ved Dardanellerne at Murray kunne fortælle kabinettet (regeringen), at antallet af nye frivillige var faldet til et niveau langt under det som skulle til for at opretholde et BEF på 70 divisioner, og anmodede om indførelse af værnepligt. Kabinettet insisterede på at få forelagt rigtige generalstabspapirer i Kitcheners fravær. Murray skrev, at “jeg har aldrig i mine fyrre års tjeneste udført bedre arbejde end jeg gjorde i de tre måneder jeg var CIGS”. Kabinetssekretær (departementschef) Maurice Hankey priste Murray højt som en ægte “Johannes Døberen” overfor Sir William Robertson, hans efterfølger som CIGS.
Premierminister H. H. Asquith ønskede ændringer i hærens øverste ledelse. Haig, som var på vej til at blive udpeget til øverstkommanderende for BEF (3. december 1915), afviste Kitcheners forslag om at Murray skulle genudnævnes som stabschef for BEF (det job som Robertson forlod for at blive CIGS). I hans sidste dage på posten udsendte Murray en skrivelse, der tilskyndede til at man koncentrerede indsatsen om Vestfronten (16. december 1915), hvilket af Robertsen blev betegnet som “Krigens bibel”. Murray blev tvunget væk fra posten som CIGS den 23. december 1915 og udskiftet med Robertson, som var stærk tilhænger af at holde fokus på Vestfronten.

## Egypten

### 1916
I januar 1916 fik Murray kommandoen over de britiske tropper i Egypten og den Egyptiske ekspeditionsstyrke. Egypten var base for fronterne ved Thessaloniki og Gallipoli. I januar 1916 blev Murray fritaget for den operationelle ledelse (men ikke det logistiske ansvar) af de britiske tropper ved Thessaloniki, som blev overdraget til den franske general Sarrail. I begyndelsen havde General Maxwell stadig kommando en i det Vestlige Egypten (overfor Senussi oprøret) indtil han blev sendt til Irland for at nedkæmpe Påskeopstanden 1916.
Murray skrev til Robertson (18. marts 1916) at australierne "fysisk set var en fantastisk gruppe mænd”, men de “havde ingen ide om almindelig anstændighed og selvkontrol”.
Storbritannien havde 300.000 mænd i Egypten, mange af dem fra Australien og New Zealand eller veteraner fra Gallipoli, angiveligt for at bevogte kanalen mod et osmannisk fremstød, hvilket Robertson mente logistisk set var usandsynligt. Efter ordre fra Robertson havde Murray i juli afskibet 240.000 af dem, heriblandt 9 infanteridivisioner, 3 uafhængige infanteribrigader og 9 batterier tungt artilleri, fortrinsvis til Frankrig, hvilket efterlod ham med 4 territoriale divisioner og nogle beredne styrker. 11.000 indiske tropper blev afskibet, en anden division blev sendt til Mesopotamien og endnu en til Frankrig i starten af 1917, hvilket efterlod ham med tre divisioner under styrke og dele af to mere, samt to kavaleridivisioner.
I et forsøg på at forhindre et nyt osmannisk angreb på Suez-kanalen, reorganiserede Murray sine tropper og anførte et modangreb, der førte til sejr i slaget ved Romani i august 1916. Han måtte ny rykke over Sinai-halvøen, som bestod af sand mod nord, grus og ler i midten og bjerge i syd. 640 km jernbane, 480 km trådveje og 480 km vandrør måtte udlægges. Drikkevand måtte pumpes under Suezkanalen fra Ferskvandskanalen i Nildeltaet, hvilket krævede bygning af filtreringsanlæg, reservoirer og pumpestationer. Frontlinjen havde en længde på 70 km, halvt så lang som fronten ved kanalen. Murray erobrede al-Arish i december og Rafa ved grænsen til Palæstina i januar 1917.

### 1917
David Lloyd George ønskede at gøre nedkæmpelsen af det Osmanniske Rige til et vigtigt britisk krigsmål, og to dage efter at han blev premierminister fortalte han Robertson at he ønskede en stor sejr, helst erobringen af Jerusalem, for at gøre indtryk på den offentlige mening i Storbritannien. Robertson mente at erobringen af Beersheba måtte være tilstrækkelig, da der var brug for flere divisioner i Frankrig. Robertson var dog ikke helt modstander af en større indsats i Palæstina og fortalte Murray (31. januar 1917) at han ønskede, at der skulle indledes en større offensiv i Palæstina i efteråret og vinteren 1917, hvis krigen stadigvæk var i gang til den tid. Målet var at styrke moralen, og da en forhandlingsfred, der efterlod Tyskland med kontrollen over Balkan syntes stadig mere sandsynlig, kunne man erobre Aleppo. Aleppo var nemmere at nå fra Palæstina end fra Mesopotamien, og erobringen af denne by ville gøre det umuligt for osmannerne at holde fast i begge regioner. På dette tidspunkt beslaglagde Felttoget i Kaukasus stadig mange af de osmanniske styrker, om end admiralitetet ikke var begejstret for udsigten til at Royal Navy skulle gennemføre amfibielandsætninger i Palæstina. Man enedes om at opbygge Murrays styrker til 6 infanteridivisioner og 2 beredne divisioner inden efteråret foruden 16 kamelkompagnier og muligvis noget indisk kavaleri fra Frankrig.
Murray blev tildelt GCMG den 20. januar 1917.
Det var Murrey, som godkendte T. E. Lawrences ekspedition for at tilslutte sig Den Arabiske Revolte mod osmannerne i Arabien, og han sørgede for penge og begrænset militær støtte til Lawrences angreb på Akaba. I begyndelsen var Murrey skeptisk overfor potentialet i revolten, men Murray blev en ivrig støtte af den senere i hans embedstid i Cairo, stort set ved at blive overtalt af Lawrence. I begyndelsen af 1917 havde osmannerne også trukket sig tilbage fra Persien og havde trukket sig tilbage fra Medina,som blev belejret af araberne.
Murray fuldførte sejren over Senussierne (erobrede Siwa i februar 1917).
I marts 1917 i det Første slag om Gaza angreb en britisk styrke under Murrays ledelse Gaza. Styrken bestod af 52. infanteridivision forstærket med en brigade fra Eastern Force. Mens den australske beredne division holdt osmanniske forstærkninger borte, forstærkede den beredne ANZAC division infanteriets angrebet og sammen lykkedes det dem at trænge ind i Gaza nordfra og erobre det nærliggende bjerg Ali Muntar. De osmanniske forsvareres beslutsomhed og truslen fra store osmanniske forstærkninger, som nærmede sig nord og nordøst fra, førte til sidst til en beslutning om at trække sig tilbage. Det første slag om Gaza er blevet beskrevet som “yderst vellykket” ved at nedtone de britiske og overdrive de fjendtlige tab. Dette førte til at politikerne mistede tiltro til Murray.
I det Andet slag om Gaza i april 1917 samlede Murray en større styrke bestående af 52., 53. og 54. infanteridivision samt den nyligt formerede 74. division, som bestod af brigader af afsiddet kavaleri, der gjorde tjeneste som infanteri. Imidlertid gjorde de 6 britiske kampvogne, tunge britiske kanoner, og beskydning fra det franske kystforsvarsskib Requin og to britiske monitorer HMS M21 og HMS M31 ikke større skade, og advarede blot osmannerne om at et britisk angreb var nært forestående. Angrebet slog fejl over hele linjen og Murray besluttede igen at trække sig tilbage. Det andet slag om Gaza slog fejl på grund af manglende artilleri.
Det andet slag om Gaza foregik samtidig med den mislykkede Nivelle offensiv. Der var rapporter om uro blandt de russiske tropper efter Februarrevolutionen og der skete en optrapning af U-båds krigen (man ente at tabet af skibe ville gøre det umuligt at holde fast i Egypten) hvilket fik Robertson til at foretrække en tilbagevenden til en defensiv politik i Mellemøsten, selv om dette ikke var Lloyd Georges holdning.
Selv om han havde lagt planerne for den endelige sejr over osmannerne blev Murrey frataget kommandoen og udskiftet med Edmund Allenby den 29. juni 1917. Murray blev omtalt i depecher igen den 3. november 1917.

## Efter Egypten
Murray blev forflyttet og blev øverstkommanderende over Aldershot Command i oktober 1917 og efter at være blevet forfremmet til fuld general den 25. august 1919, blev han på posten indtil 15. november 1919. Efter at han var trådt ud af hæren den 15. november 1922, blev han tildelt GCB i hæderslisten i 1928.
Han var også oberst for Royal Inniskilling Fusiliers fra 22. august 1911.
Murray døde i sit hjem "Makepeace" ved Reigate i Surrey den 21. januar 1945.

## Familie
I 1890 giftede han sig med Caroline Helen Sweet. De fik en søn. Efter sin første hustrus død giftede han sig med Mildred Georgina Dooner i 1912.

## På film
I filmen Lawrence af Arabien spilles Murray af Donald Wolfit. I en kort sekvens afviser han Den Arabiske Revolte som "a sideshow of a sideshow" og siger at i Egypten forventes han at "udkæmpe en pokkers krig uden pokkers artilleri". Efter Akabas fald bemærker Lawrence, at udskiftningen af Murray med Allenby er "et skridt i den rigtige retning".